# Dídac Vieta
Didac Vieta (s.XVII - s.XVIII) fou un beneficiat de Santa Maria del Mar i rector de la Universitat de l'Estudi General de Barcelona.

## Biografia
Dídac Vieta va néixer al segle xvii. Fou beneficiat de Santa Maria del Mar. Fou també el darrer rector a la seu barcelonina, un cop ja s'havia traslladat bona part de la institució a Cervera. Es coneix que el 1718 era rector. Probablement és l'autor de Tractatvs de censvris, tam in genere, qvam in specie et aliis poenis ecclesiasticis. Va morir al segle xviii.

## Publicacions
- Vieta, Dídac. Tractatvs de censvris, tam in genere, qvam in specie et aliis poenis ecclesiasticis / avthore Didaco Vieta .... Barcinonae : sumptibus Iosephi Texidó ..., 1703. Disponible a: Catàleg de les biblioteques de la UB
- Vieta, Didac. Expositito moralis super decem praecepta decalogi . [ca. 1700]. Disponible a: Catàleg de la Biblioteca de Catalunya[Enllaç no actiu]